# Glaucolepis pederi
Glaucolepis pederi is een vlinder van de familie van de dwergmineermotten (Nepticulidae). De wetenschappelijke naam is voor het eerst voorgesteld als Trifurcula pederi door de broers Zdeněk Laštůvka en Aleš Laštůvka in een publicatie uit 2007.
De soort komt voor in Spanje.